# Păulești (gmina w okręgu Vrancea)
Păulești – gmina w Rumunii, w okręgu Vrancea. Obejmuje miejscowości Hăulișca i Păulești. W 2011 roku liczyła 1834 mieszkańców.